# Nausiphane
Nausiphane de Téos est un philosophe sceptique et rhéteur grec actif entre les IVe et IIIe siècles av. J.-C., disciple de Démocrite et de Pyrrhon.
Épicure concède, avec une teinte de mépris, être « allé l'écouter au milieu d'une bande de gamins à la gueule de bois ».

## Idées philosophiques
Atomiste, Nausiphane déclare que, parmi les choses qui paraissent être, aucune n'a davantage d'être que de non-être.

## Œuvre
- Le Trépied, qui inspira grandement Épicure, selon Ariston de Céos